# Sunisa Leeová
Sunisa Leeová (* 9. března 2003 Saint Paul) je americká sportovní gymnastka, olympijská vítězka ve víceboji žen.
Pochází z národa Hmongů, její rodiče uprchli do USA z Laosu po nástupu komunistického režimu. Narodila se jako Sunisa Phabsomphou, později přijala příjmení matčina partnera Johna Leeho. Gymnastice se začala věnovat v šesti letech v Midwest Gymnastics Center. Je vysoká 152 cm.
V roce 2018 vyhrála soutěž družstev na mistrovství Pacifického oblouku a stala se juniorskou mistryní USA na bradlech. Na soutěži Trofeo Città di Jesolo v Itálii v březnu 2019 vyhrála víceboj, družstva, bradla i prostná, téhož roku získala seniorský národní titul na bradlech. Při svém debutu na mistrovství světa ve sportovní gymnastice ve Stuttgartu byla členkou vítězného družstva, obsadila druhé místo v prostných a třetí na bradlech. V roce 2020 utrpěla zranění kotníku, po návratu k závodění obhájila titul mistryně USA na bradlech.
Byla nominována na Letní olympijské hry 2020. V kvalifikaci víceboje obsadila třetí místo, po odstoupení Simone Bilesové dokázala ve finále zvítězit a prodloužit sérii amerických zlatých medailí z této disciplíny. Stala se první olympijskou vítězkou pocházející z komunity Hmongů v USA a první gymnastkou asijského původu, která vyhrála olympijský víceboj. Na tokijské olympiádě také byla druhá v týmové soutěži, třetí na bradlech a pátá na kladině.
Je studentkou Auburn University v Alabamě. Na mistrovství National Collegiate Athletic Association v roce 2022 vyhrála na bradlech a byla druhá ve víceboji.
Na počest jejího olympijského vítězství vyhlásil stát Minnesota 30. červenec „Dnem Sunisy Leeové“. Získala cenu Asia Game Changer Awards a časopis Time ji zařadil na seznam stovky světových osobností roku 2021. Zúčastnila se televizní soutěže Dancing with the Stars.